# Rochester (Pennsilvània)
Rochester és una població dels Estats Units a l'estat de Pennsilvània. Segons el cens del 2000 tenia 4.014 habitants.

## Demografia
Segons el cens del 2000, Rochester tenia 4.014 habitants, 1.732 habitatges, i 971 famílies. La densitat de població era de 2.626,8 habitants/km².
Dels 1.732 habitatges en un 25,6% hi vivien nens de menys de 18 anys, en un 37,3% hi vivien parelles casades, en un 14,7% dones solteres, i en un 43,9% no eren unitats familiars. En el 37,4% dels habitatges hi vivien persones soles el 14,7% de les quals corresponia a persones de 65 anys o més que vivien soles. El nombre mitjà de persones vivint en cada habitatge era de 2,22 i el nombre mitjà de persones que vivien en cada família era de 2,97.
Per edats la població es repartia de la següent manera: un 21,6% tenia menys de 18 anys, un 9,1% entre 18 i 24, un 29% entre 25 i 44, un 22,3% de 45 a 60 i un 17,9% 65 anys o més.
L'edat mediana era de 39 anys. Per cada 100 dones de 18 o més anys hi havia 80,3 homes.
La renda mediana per habitatge era de 30.970 $ i la renda mediana per família de 39.805 $. Els homes tenien una renda mediana de 28.906 $ mentre que les dones 21.576 $. La renda per capita de la població era de 15.359 $. Entorn del 7,2% de les famílies i el 12,2% de la població estaven per davall del llindar de pobresa.

## Poblacions més properes
El següent diagrama mostra les poblacions més properes.